# Keleti cigánycsuk
A keleti cigánycsuk vagy szibériai cigánycsuk (Saxicola maurus) a madarak osztályának a verébalakúak (Passeriformes) rendjéhez és a  légykapófélék (Muscicapidae) családjához tartozó faj.

## Rendszerezése
A fajt Peter Simon Pallas német zoológus és botanikus írta le 1773-ban, a Muscicapa nembe Muscicapa maura néven.
Genetikai vizsgálatok alapján különítették el a közeli rokon cigánycsuktól (Saxicola rubicola), de morfológiai és viselkedésökológiai különbségek is vannak köztük. Az Európában költő cigánycsuk testvérfaja, a két faj a késői pliocén és a korai pleisztocén kor között vált ketté egymástól 1,5-2,5 millió éve.

## Alfajai
- Saxicola maurus variegatus - a Kaukázus vidéke és Irán északnyugati része
- Saxicola maurus armenicus - Törökország délkeleti része és Irán délnyugati része
- Saxicola maurus maurus - Finnország keleti része, Oroszország európai részének északi és keleti része, valamint Szibéria, Mongólia és Közép-Ázsia egészen Pakisztán északi részéig.
- Saxicola maurus indicus - a Himalája északnyugati és középső vonulatai (Pakisztán északkeleti része, India északi államai, Nepál és Bhután)
- Saxicola maurus przewalskii - Tibet, Kína középső részei és Mianmar északi része

## Előfordulása
Ázsia területén honos, telelni Afrikába vonul.  Költési területébe beletartozik Szibéria középső és keleti része délre a Himalájáig és Kína délnyugati részéig, továbbá a Kaszpi-tenger környéke és Törökország. Európában Oroszország európai részének északnyugati részén fordul elő elsősorban, de kis számban Finnország csatlakozó területein is költ.
Telelőterületei Ázsia déli és délkeleti részén (Japán déli része, az Indokínai-félsziget, Thaiföld és India) valamint Afrika északnyugati részén találhatóak. Kóborlóként eljuthat Európa középső és nyugati részeire is , de észlelték már Alaszka területén is.

## Megjelenése
Testhossza 14 centiméter, szárnyfesztávolsága 16-20, testtömege 12-16 gramm. Nagyon hasonlít a közeli rokon cigánycsukra (Saxicola rubicola), de felső része többnyire sötétebb, míg hasa világosabb annál.
|  |  |

## Természetvédelmi helyzete
A Természetvédelmi Világszövetség Vörös listáján nem szerepel.